# Pachydema confinalis
Pachydema confinalis är en skalbaggsart som beskrevs av Henri de Peyerimhoff 1945. Pachydema confinalis ingår i släktet Pachydema och familjen Melolonthidae. Inga underarter finns listade i Catalogue of Life.